# Штурм Янбу
Штурм Янбу (англ. Capture of Yanbu) — бои 1 декабря — 18 января 1917 войск Османской армии с целью взятия города Янбу во время Арабского восстания 1916—1918 годов.
В 1914 году Османская империя султана Мехмеда V вступила в войну на стороне Центральных держав. В попытке ослабить османов союзники спровоцировали арабское восстание внутри империи во главе с Шарифом Хусейном бин Али из Мекки. 27 июля 1916 года османский гарнизон Янбу сдался арабским революционным силам. Порт Янбу стал базой снабжения и оперативной базой для арабских и британских войск. В конце 1916 года турки попытались его отбить 

## Ход боёв
1 декабря 1916 года две бригады османов во главе с Фахри-пашой начали наступление вторглись на окраины города. Первоначально османы отбросили арабов от стратегических пунктов в городе. В течение пары дней Фахри-паша контролировал все дороги в город и из него. Арабские солдаты начали строительство временной взлётно-посадочной полосы для британских самолётов. Вскоре прибыли подкрепления из арабов и англичан; также для укрепления обороны Янбу подоспели 5 британских кораблей. 
К 9 декабря благодаря контратакам арабов были деблокированы дороги из города. Самолеты с гидроавианосцев HMS Raven II атаковали отступающие колонны турок. Видя присутствие кораблей Великобритании в море рядом с Янбу, Фахри-паша отменил все атаки на город в ночь с 11 на 12 декабря. 
Столкнувшись с проблемами со снабжением и контратаками арабов турки 18 января 1917 года начали отступление к Медине.